# Leones Británico-Irlandeses contra Francia
Los Leones Británico-Irlandeses contra Francia fue un partido de rugby internacional que enfrentó a los British and Irish Lions y a Les Bleus. El encuentro formó parte de las celebraciones por el Bicentenario de la Revolución francesa.
El motivo cultural fue medir al seleccionado nacional contra el seleccionado europeo más fuerte, en el deporte más popular del país. Este partido sin precedentes y hoy ya considerado legendario, fue el único disputado entre ambos equipos.

## Plantel de Lions
Entrenador:  Ian McGeechan
| Forwards - 1 Mike Griffiths - 2 Steve Smith - 3 Jeff Probyn - 4 Paul Ackford - 5 Damian Cronin - 6 Phillip Matthews - 7 Andy Robinson - 8 David Egerton | Backs - 9 Robert Jones - 10 Rob Andrew - 11 Rory Underwood - 12 Jeremy Guscott - 13 Brendan Mullin - 14 Scott Hastings - 15 Gavin Hastings |

## Les Bleus
Entrenador: Jacques Fouroux
| Forwards - 1 Marc Pujolle - 2 Dominique Bouet - 3 Laurent Seigne - 4 Gilles Bourguignon - 5 Thierry Devergie - 6 Philippe Benetton - 7 Olivier Roumat - 8 Laurent Rodríguez | Backs - 9 Pierre Berbizier - 10 Didier Camberabero - 11 Patrice Lagisquet - 12 Marc Andrieu - 13 Philippe Sella - 14 Bernard Lacombe - 15 Serge Blanco |

## Resultado
| 4 de octubre de 1989 | Francia                                                                                | 27 – 29 | Lions                                                                             | Parque de los Príncipes, París                                    |                                                                   |
|                      | Tries Benetton Blanco Camberabero Conversiones Camberabero (3) Penales Camberabero (3) |         | Tries Andrew Hastings (2) Conversiones Hastings Penales Hastings (4) Drops Andrew | Asistencia: 28,881 espectadores Árbitro(s): J. Anderson (Escocia) | Asistencia: 28,881 espectadores Árbitro(s): J. Anderson (Escocia) |